# A karate kölyök (film, 2010)
A karate kölyök (The Karate Kid) 2010-ben bemutatott amerikai-kínai családi akciófilm, Harald Zwart rendezésében, Jackie Chan és Jaden Smith főszereplésével. A Karate kölyök (1984) című film újragondolása, a történet alapötletében az eredeti filmből kölcsönöz, de a cselekmény Pekingben játszódik és a főszereplő kisfiú nem karatét, hanem kungfut tanul.

## Történet
A tizenkét éves Dre Parker (Jaden Smith) édesapja halála után édesanyjával az amerikai  Detroitból a kínai fővárosba, Pekingbe költözik, mert az asszony ott kapott munkát. Az idegen környezetben Dre nem érzi jól magát, egyetlen igazi barátja akad, egy hegedülni tanuló kínai kislány, Mei. Az iskolában egy csoport fiú kiszemeli magának Drét és állandóan elverik. Parkerék tömbházának mogorva, családját autóbalesetben elvesztett, megkeseredett házmestere, Han úr (Jackie Chan) megszánja a fiút és elkezdi kungfura oktatni, hogy a végső versenyen kiállhasson a kíméletlen és kegyetlen mestertől tanuló iskolás fiúk ellen.

## Szereplők
| Szereplő           | Színész                          | Magyar hang    |
| ------------------ | -------------------------------- | -------------- |
| Dre Parker         | Jaden Smith                      | Ducsai Ábel    |
| Mr. Han            | Jackie Chan                      | Háda János     |
| Sherry Parker      | Taraji P. Henson                 | Peller Mariann |
| Mej-jing (Meiying) | Han Ven-ven (韩雯雯, Han Wenwen) | Hermann Lilla  |
| Li mester          | Jü Zsung-kuang (Yu Rongguang)    | Hujber Ferenc  |
| Meiying apja       | Vu Csen-su (武振素, Wu Zhensu)   | Rosta Sándor   |
| Liang              | Lü Si-csia (吕世佳, Lü Shijia)   | Bogdán Gergő   |
| Csuang (Zhuang)    | Csao Ji (赵 毅, Zhao Yi)         | Zelei Dániel   |
| Harry              | Luke Carberry                    | Czető Ádám     |
| Mrs. Po            | Vang Csi (王 姬, Wang Ji)        | Kiss Eszter    |

## Folytatás
2022 szeptemberében bejelentették a Karate Kölyök franchise következő felvonását, amit úgy írtak le, mint a "Karate Kölyök visszatérését". Ezután a bejelentés után Jon Hurwitz tisztázta, hogy ez a film nem kapcsolódik a Cobra Kai című sorozathoz (az első három Karate Kölyök-film sorozatos folytatása). 2023 augusztusában Chan csatlakozott a szereplőgárdához, novemberben pedig Ralph Macchio, az első három Karate Kölyök-film főszereplője és a Cobra Kai egyik főszereplője is hivatalosan csatlakozott. Macchio bejelentésével hivatalossá vált az is, hogy a 2010-es film a kánon része a "Miyagi-verse"-n belül. Szintén novemberben Jonathan Entwistle elvállalta a film rendezését, egy forgatókönyvvel Rob Lieber által. 2024 februárjában hivatalosan bejelentették a címszereplőt Ben Wang képében, aki a következő "Karate Kölyköt", Liu Fanget játssza el. A filmet 2025. május 30-án fogják bemutatni a mozikban.